# Lynsey Bartilson
Lynsey Marie Bartilson (* 1. Juli 1983 in Edina, Minnesota) ist eine US-amerikanische Schauspielerin. 
Nachdem sie im Alter von 7 Jahren einen Talentwettbewerb gewonnen hatte, begann sie als professionelle Schauspielerin zu arbeiten und trat in Filmen und Fernsehserien auf. Daneben machte sie sich auch auf der Bühne einen Namen und wirkte in Theaterproduktionen, Musicals und Ballettstücken wie Der Nussknacker mit. 
Größere Bekanntheit erlangte sie zwischen 2001 und 2005 durch die Rolle des rebellischen Teenagers Lily in der Sitcom Keine Gnade für Dad. 
Lynsey Bartilson setzt sich stark für wohltätige Zwecke ein. Sie betätigt sich als Regisseurin und Autorin für Celebrity Centre's Kids on Stage for a Better World und übt dort mit Kindern Theaterstücke und Musicals ein, die für Menschenrechte und Toleranz werben. Unter Lynsey Bartilsons Regie gewann die Gruppe einen Young Artist Award. Darüber hinaus ist die Schauspielerin als Sprecherin für die mit Scientology verbundene  Organisation Youth for Human Rights aktiv. 
Zurzeit arbeitet sie mit dem bekannten YouTube-Comedy-Kanal „RecklessTortuga“ zusammen und hat Rollen in einigen von dessen Videos.

## Filmografie (Auswahl)
- 1995: Eine schrecklich nette Familie (Married with Children, Fernsehserie, Folge 9x28 The Undergraduate)
- 1997: Eine himmlische Familie (7th Heaven, Fernsehserie, Folge 2x07 Girls Just Want to Have Fun)
- 1998: Party of Five (Fernsehserie, 5 Folgen)
- 1999, 2001: Die wilden Siebziger (That ’70s Show, Fernsehserie, 2 Folgen)
- 2001–2005: Keine Gnade für Dad (Grounded for Life, Fernsehserie, 91 Folgen)
- 2002: Für alle Fälle Amy (Judging Amy, Fernsehserie, Folge 4x02 Thursday’s Child)
- 2006: Malcolm mittendrin (Malcolm in the Middle, Fernsehserie, Folge 7x18 Bomb Shelter)
- 2007: Navy CIS (NCIS: Naval Criminal Investigative Service, Fernsehserie, Folge 4x12 Suspicion)
- 2007: Bones – Die Knochenjägerin, (Bones, Folge 3x5)
- 2011: Meine Schwester Charlie (Good Luck Charlie, Fernsehserie, Folge 2x28: Märchenerzähler)